# Mark 44 (torped)
Mark 44 var en ubåtsjakttorped som utvecklades av General Electric och USA:s flotta på 1950-talet. Torpeden kunde avfyras från torpedtuber på ytfartyg eller fällas med fallskärm från helikoptrar och flygplan. Den kunde också bäras av ubåtsjaktrobotar som Ikara och ASROC. Torpeden har exporterats till flera olika länder men är idag tagen ur tjänst och ersatt med modernare torpeder.

## Utveckling
I början av 1950-talet började USA:s flotta att utveckla en målsökande torped som var tillräckligt lätt för att kunna bäras och fällas från flygplan och helikoptrar. Från början var det tänkt att torpeden skulle drivas av en gasturbin med isopropylnitrat som bränsle, men på grund av olycksrisken valde man att i stället använda en elektrisk motor. Den gav dock både lägre fart och kortare räckvidd, vilket snart visade sig otillräckligt mot sovjetiska atomubåtar. Därför började ersättaren Mark 46 att utvecklas 1960. Mot konventionella ubåtar var dock Mark 44 fullt tillräcklig. Det i kombination med att den var mer tillförlitlig i grunda vatten gjorde att den länge användes sida vid sida med Mark 46.
Mark 44 har moderniserats i två omgångar. Först ersattes de magnetostriktiva sensorelementen med keramiska vilket gjorde att torpeden kunde söka av ett 75% större vattenområde. Senare så byttes även stridsladdningen ut mot en större laddning med riktad sprängverkan.

## Konstruktion
Mark 44 har en modulär konstruktion uppdelad i fyra sektioner. Den första sektionen innehåller sonarn och stridsladdningen, den andra innehåller kursgyron och målsökaren, den tredje innehåller batteriet och den fjärde innehåller motorn med propellrar och roder. Propellrarna är två stycken fyrbladiga kontraroterande.
Målsökaren som är uppbyggd av radiorör kunde ställas in på sex olika nivåer för maximalt och minimalt sökdjup. Efter att torpeden träffat vattnet påbörjade den ett spiralformat sökmönster. Fartygsavfyrade torpeder var programmerade att först avlägsna sig 900 meter från fartyget innan den påbörjade sökningen.